# Bund Deutscher Mädel in der Hitlerjugend
1. WEITERLEITUNG Bund Deutscher Mädel